# Foras na Gaeilge
Foras na Gaeilge és el cos institucional de l'irlandès, establert el 2 de desembre de 1999 com a responsable de la promoció d'aquesta llengua per a tota l'illa d'Irlanda. Va assumir les funcions d'altres institucions (Bòrd na Gàidhlig, An Gúm i An Coiste Téarmaíochta) que anteriorment havien depès del Govern d'Irlanda.
El cos abasta una meitat del Cos de la Llengua Nord/Sud (The North/South Language Body) i va ser format com a cos Nord-Sud després de ser així signat en l'Acord de Divendres Sant, on es comprometia a supervisar el foment de les llengües maternes en tota l'illa d'Irlanda. Foras na Gaeilge promou l'irlandès, així com el seu contrapart Tha Boord o Ulstèr-Scotch promou l'idioma escocès de l'Ulster (la varietat de l'Ulster del scots) i els assumptes relacionats amb la cultura escocesa de l'Ulster.
La institució també exerceix una funció consultiva en matèries referents a la llengua irlandesa tant en els sectors públics com a privats de la república d'Irlanda (on l'Irlandès és la primera llengua oficial) i Irlanda del Nord (on és considerada una llengua regional). Organitza una Seachtain na Gaeilge (setmana del gaèlic) coincidint amb el dia de Sant Patrici.